# Paysage bohémien
Paysage bohémien est une peinture à l'huile de  Caspar David Friedrich réalisé vers 1808.

## Description
Les montagnes de ce tableau sont le grand et le petit Milešovka ((de) "Milleschauer"), au sud de Teplitz en Bohème.

## Interprétation
Ce tableau a été composé à partir de plusieurs croquis. Comme pour tous les tableaux de Friedrich, la composition est rigoureuse.  Friedrich ne se réfère pas au naturalisme : il préfère créer des « paysages spirituels... qui doivent sembler remplis d'âme ».